# Evolutie van kenmerken
Evolutie van kenmerken is het proces waarbij een bepaald kenmerk of eigenschap van een organisme evolueert langs de taxonomische boom. 
Evolutie van kenmerken richt zich op de enkele specifieke verandering binnen een afstammingslijn welke deze uniek maakt ten opzichte van andere. Deze veranderingen worden "Character state changes" genoemd en worden vaak gebruikt in de studie van de evolutie om gedeeld voorouderschap vast te stellen.
Het kan gaan om zowel uiterlijke veranderingen, de samenstelling van nucleotiden of aminozuren. Deze kleine veranderingen in een soort kunnen identificerende kenmerken zijn om te bepalen wanneer precies een nieuwe lijn afsplitste van een oudere.